# Église Saint-Theudère de Saint-Chef
L'église Saint-Theudère est une église catholique située dans la commune de Saint-Chef, dans le département de l'Isère.

## Localisation
L'église se trouve au 1-3 Rue Marius Riollet au cœur de la commune de Saint-Chef, près de la mairie.

## Historique
Au VIe siècle, Theudère du Dauphiné, disciple de saint Césaire d'Arles, fonde près de son lieu de naissance une abbaye bénédictine. C'est pendant le Moyen Âge que commence à se développer un village, Saint-Chef, autour de l'abbaye.
Au XIIe siècle, l'abbaye, à son apogée, à sous ses ordres une douzaine de prieurés et environ 80 églises paroissiales. Cependant au XIVe siècle, les moines divisés en deux factions ne parviennent pas à élire un nouvel abbé. Jean XII alors pape en Avignon, tranche la question en 1320 en déclarant par une bulle pontificale, l'archevêque de Vienne, chef et abbé perpétuel de l'abbaye de Saint-Chef, elle y perd alors son indépendance.
En 1531, François Ier leur accorda un brevet pour changer d'état et confirma leur privilèges et statuts. Paul III par une bulle de 1535 les exempta de l'obligation de faire des vœux, dont celui de pauvreté, il sécularise par la même occasion l'abbaye et la transforme en chapitre de chanoines.
Au cours XVIIe siècle, les chanoines demande leur transfert à Saint-André-de-Bas à Vienne, invoquant leur isolement et l'insalubrité de la région.  Ils obtiennent gain de cause en 1774, le chapitre de Saint-Chef est alors uni à l’abbaye de Saint-André-le-Bas.
Après le départ des chanoines, la collégiale devient une église paroissiale. Pendant la Révolution, elle est pillée en 1793 et son portail gothique est brisé. L'abbaye disparaît petit à petit, les bâtiments étant détruits ou transformés.
L'église, dernier témoin de l'abbaye fait l’objet d’un classement au titre des monuments historiques par la liste de 1840.

## Cycle de fresques
L'église Saint-Theudère abrite l'un des plus importants ensembles de fresques romanes de France datant du XIIe siècle, sur le thème de l'Apocalypse, classées également monument historique.
Une reproduction des fresques, effectuée en 1942, est visible dans la galerie des peintures murales du Musée des Monuments français compris dans la Cité de l'architecture et du patrimoine à Paris.

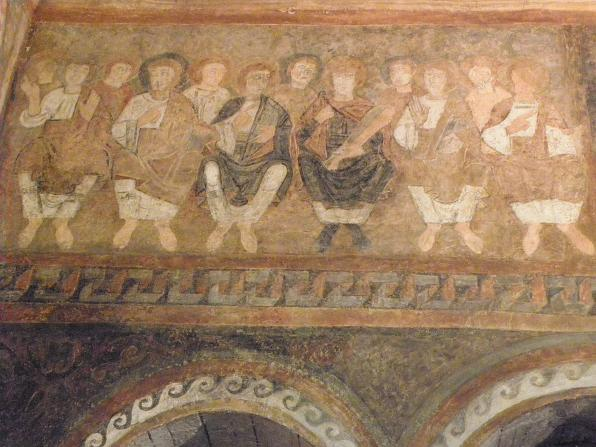
Fresque : les Vieillards de l'Apocalypse.
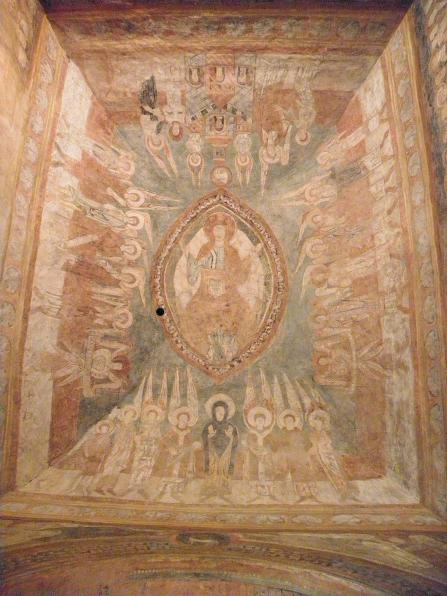
Fresque : le Christ en majesté.
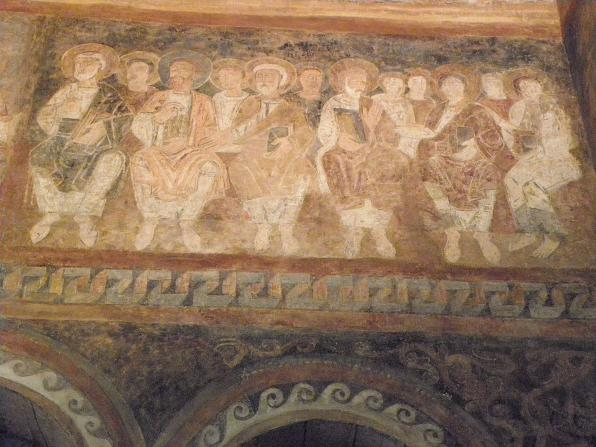
Fresque : les apôtres.